# Alejandro Gaxiola
Alejandro Gaxiola Robles (Città del Messico, 15 gennaio 1939) è un ex nuotatore messicano.
Ha fatto parte del Messico che ha partecipato ai Giochi di Roma 1960, partecipando alla gara dei 100m dorso e alla Staffetta 4x100m.
Ai III Giochi panamericani, ha vinto 1 bronzo nella Staffetta mista 4x100m.
È fratello del nuotatore Álvaro Gaxiola, anche lui atleta olimpico.